# Дрогичинский повет
Дроги́чинский пове́т Поле́сского воево́дства (пол. Powiat drohiczyński, бел. Драгíчынскі паве́т Пале́скага ваяво́дства) — административно-территориальная единица Полесского воеводства II Речи Посполитой. Образован 1 марта 1921 года, ликвидирован в результате советского вторжения в сентябре 1939 года. Административный центр — местечко Дрогичин. Состоял из 12 сельских гмин (10 в 1939) и 2 местечек. Общая площадь повета — 2351 км², население — 97.000 человек, плотность — 41 чел. на км².

## Административное деление

### Гмины
- гмина Бездеж
- гмина Брашевичи
- гмина Хомск
- гмина Дрогичин
- гмина Дружиловичи (до 1928) [2]
- гмина Именин (позже упразднена)
- гмина Янов
- гмина Мотоль
- гмина Одрижин
- гмина Осовцы
- гмина Воловель (с 1928) [3]
- гмина Воловель
- гмина Вороцевичи (позже упразднена)

### Города
- Янов (позже лишен статуса города)
- Мотоль (позже лишен статуса города)